# Luna Labelle
Lidia Luna Teixeira (Aracaju, Sergipe 05 de janeiro de 1982), mais conhecida pelo seu nome artístico Luna LaBelle, é uma cantora e compositora brasileira.

## Biografia
Nascida em Aracaju e criada no Rio de Janeiro, Luna começou sua carreira aos 12 anos de idade e compôs sua primeira música aos quatorze anos.

## Carreira
Iniciou sua carreira na adolescência, quando resolveu montar com um amigo, um show baseado na MPB, somente com voz e violão, se apresentando em um restaurante. A partir dessa experiência, continuou a se apresentar em bares, restaurantes, eventos corporativos, exposições, casamentos, etc. Com o tempo, passou a publicar covers em seu canal no YouTube, ganhando destaque na internet. Vem trabalhando sua carreira autoral há 5 anos. No dia 1 de junho do ano de 2017, lançou em seu canal no YouTube, seu primeiro single intitulado “Deixa acontecer” , um reggaeton romântico e que marcou o lançamento do seu primeiro clipe. Em dezembro do mesmo ano, lançou um feat com o ator e cantor Sérgio Menezes intitulado “Tô te querendo assim”  tendo o clipe gravado nas dependências do Fluminense Football Club. Além destes dois singles, mais dois encontram-se disponíveis nas plataformas digitais: "Sintonia de amor" e "Simples e belas".
No dia 24 de agosto de 2019, participou de um quadro no programa Caldeirão do Huck,na TV Globo, interpretando a música “I Have Nothing” da cantora Whitney Houston e o single de sua autoria “Deixa acontecer” obtendo grande repercussão, inclusive no exterior .
Sua primeira aparição na TV, culminou com a assinatura de contrato com a gravadora Warner Music Brasil.     
Atualmente faz shows particulares com sua própria estrutura sonora e está se preparando para o lançamento de um novo single  .
Discografia
Singles
| 2017 | Deixa acontecer      |
| 2017 | Tô te querendo assim |
| 2018 | Sintonia de amor     |
| 2019 | Simples e belas      |

Referências
1. ↑  http://ddumrole.blogspot.com/2018/02/bangu-shopping-luna-labelle-22022018.html, 21 de fevereiro de 2018.  Consultado em 28 de outubro de 2019
2. ↑  https://www.vercapas.com.br/edicao/capa/meia-hora/2017-11-10.html, 10 de novembro de 2017. Consultado em 29 de outubro de 2019
3. ↑  https://gshow.globo.com/programas/caldeirao-do-huck/noticia/luna-labelle-comenta-inumeras-mensagens-apos-cantar-no-caldeirao-meu-telefone-bugou.ghtml, 26 de agosto de 2019. Consultado em 28 de outubro de 2019
4. ↑  http://www.nuvemdojornaleiro.com.br/Collections/conteudo/13832799, Ed. 4962, Agosto de 2019. Consultado em 28 de outubro de 2019
5. ↑  http://www.jornalorlasul.com.br/cantora-luna-labelle-comemora-a-grande-fase-da-carreira/ Publicado por Jorgete Arante em 21 de outubro de 2019. Consultado em 28 de outubro de 2019
6. 1 2  http://jornalocampista.com.br/luna-labelle-a-nova-aposta-da-gravadora-warner-music-brasil/ Publicado por Jorgete Arante em 21 de outubro de 2019. Consultado em 28 de outubro de 2019
7. ↑  https://www.ofuxico.com.br/noticias-sobre-famosos/cantora-revelada-por-luciano-huck-assina-contrato-com-gravadora/2019/10/22-361826.html. Consultado em 28 de outubro de 2019
8. ↑  https://egobrazil.com/descoberta-por-luciano-huck-luna-labelle-assina-com-gravadora/ Publicado por Jorgete Arante em 21 de outubro de 2019. Consultado em 28 de outubro de 2019
9. ↑  http://revistaxcat.com.br/cantora-luna-labelle-participa-do-caldeirao-do-huck-e-assina-com-gravadora/ Consultado em 28 de outubro de 2019
10. ↑  https://gshow.globo.com/programas/caldeirao-do-huck/noticia/luna-labelle-assina-contrato-com-gravadora-apos-participacao-no-caldeirao-e-revela-projetos.ghtml?utm_source=redes+sociais&utm_medium=social&utm_content=luna+labelle&utm_campaign=influenciadores. Consultado em 29 de outubro de 2019
11. ↑  https://br.noticias.yahoo.com/ap%C3%B3s-usar-estrutura-pr%C3%B3pria-para-210344129.html, Consultado em 28 de outubro de 2019